# 米凯莱·斯卡尔泰齐尼
米凯莱·斯卡尔泰齐尼（義大利語：Michele Scartezzini，1992年1月10日—）是一名意大利公路和场地自行车运动员，2020年开始效力于Biesse Arvedi车队。他曾在2018年世界場地自由車錦標賽上获得男子集体出发赛的银牌。